# Sohawal

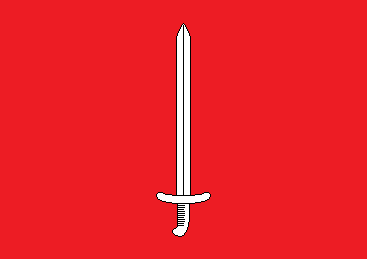
Bandera de Sohawal

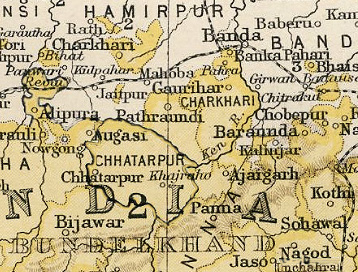
Sohawal a un mapa de l'Imperial Gazetteer of India

Sohawal fou un petit estat tributari protegit a l'Índia central, agència de Baghelkhand, amb una superfície de 552 km², separat en dues parts per l'estat de Kothi, i la part nord barrejada amb territoris de Panna. La capital era Sohawal, a 24° 35′ N, 80° 46′ E / 24.583°N,80.767°E a la riba del riu Satna, amb 2.108 habitants el 1901.

## Història
El sobirà era un rajput baghela emparentat a la casa de Rewa: el maharajà Amar Singh de Rewa (o Rewah, 1630-1643) va tenir dos fills, un dels quals, Fateh Singh, es va revoltar i es va apoderar de Sohawal, fundant un estat independent originalment força gran (incloïa Birsinghpur, que després va passar a Panna, Kothi i altres comarques a la regió). Quan Chhatarsal de Panna va començar a expandir-se, Sohawal en va esdevenir tributari, però va conservar l'autonomia, però més tard Jagat Raj i Hirde Sah, fills de Chhatarsal, es van apoderar de bona part del seu territori i el sobirà de Kothi, aprofitant les lluites, es va fer independent i va atacar i matar el sobirà de Sohawal, Prithipal Singh que governava al començament del segle XVIII. A l'establiment de la sobirania britànica a l'inici del segle xix, Sohawal fou considerat un principat subordinat a Panna, pero el 1809 es va concedir un sanad possessori separat a Rais Aman Singh, amb l'explicació que Sohawal ja existia abans de la pujada al poder de Chhatarsal i va restar independent però sota supremacia d'Ali Bahadur de Banda. Bhagwant Raj Bahadur, va pujar al tron el 1899 i el 1901 va rebre el títol de raja com a distinció personal (fins aleshores el títol era rais, que vol dir cap).

## Població
La població era:
- 1881: 37.747 habitants
- 1891: 43.853 habitants
- 1901: 37.216 habitants

L'estat tenia 183 pobles. El 85% eren hindus. Els gonds, kols i mavaiyes eren en part animistes (13%). La llengua general era el baghelkhandi (80%). El 95% de la població vivia de l'agricultura.

## Administració i govern
Administrativament estava dividit en dos tahsils i un jagir:
- Sohawal
- Sabhapur
- Principat de Raigaon

El sobirà exercia tots els poders civils i administratius, però, quant als poders criminals, els casos greus estaven en mans de l'agent britànic. Disposava d'una policia de 50 homes.

## Llista de rages
- Rais Lal AMAN SINGH 1809-?
- Rais RAGHUNATH SINGH ?-1830
- Interregne 1830-1833
- Rais AMAN SINGH 1833-1840
- Rais SHEO SINGH 1840-1865
- Raja SHER JANG BAHADUR SINGH 1865-1899
- Raja BHAGWANT RAJ BAHADUR SINGH 1899-1930
- Raja JAGENDRA BAHADUR SINGH 1930-1948